# Constantin von Wurzbach
Vitez Constantin Wurzbach von Tannenberg, (krstno ime Eduard Konstantin Michael Wurzbach; tudi Constant von Wurzbach, Constant(in) Wurzbach von Tannenberg ali Constantin Ritter von Wurzbach-Tannenberg ali Konstantin Wurzbach; psevdonim W. Constant), avstrijski bibliotekar, leksikograf in pisatelj, * 11. april 1818, Ljubljana; † 19. avgust 1893, Berchtesgaden, Bavarska.

## Življenje in delo
Constantin Wurzbach je bil eden izmed desetih sinov ljubljanskega odvetnika Maximiliana Wurzbacha, ki je bil leta 1854 povzdignjen v plemiški stan s predikatom »von Tannenberg«. V Ljubljani je končal licej in študij filozofije. 
Njegovo najpomembnejše delo je še danes uporabni Biographisches Lexikon des Kaiserthums Oesterreich, enthaltend die Lebensskizzen der denkwürdigen Personen, welche 1750 bis 1850 im Kaiserstaate und in seinen Kronländern gelebt haben, v 60. zvezkih, ki ga je napisal in izdal v letih 1856-1891. Biografski leksikon vsebuje več kot 24.000 biografij pomembnih oseb z območja habsburške države.
Njegov starejši brat Karel Wurzbach je bil deželni glavar (1866-1871) in deželni predsednik (1871-1872) Kranjske.

## Dela
- Die Volkslieder der Polen und Ruthenen. Wien, 1846
- Die Sprichwörter der Polen. 2. izd., Wien, 1852
- Die Kirchen der Stadt Krakau. Wien, 1853
- Bibliographisch-statistische Übersicht der Literatur des österreichischen Kaiserstaats. 3 zv., Wien, 1853-56
- Biographisches Lexikon des Kaiserthums Oesterreich 60 zv., Wien, 1856-91
- Das Schillerbuch. Wien, 1859
- Joseph Haydn und sein Bruder Michael. Wien, 1862
- Glimpf und Schimpf in Spruch und Wort. Wien, 1864
- Historische Wörter, Sprichwörter und Redensarten. 1866
- Mozartbuch. Wien, 1868
- Franz Grillparzer. Wien, 1871
- Zur Salzburger Biographik. 1872
- Ein Madonnenmaler unsrer Zeit: E. Steinle. Wien, 1879